# Theodor Haarmann

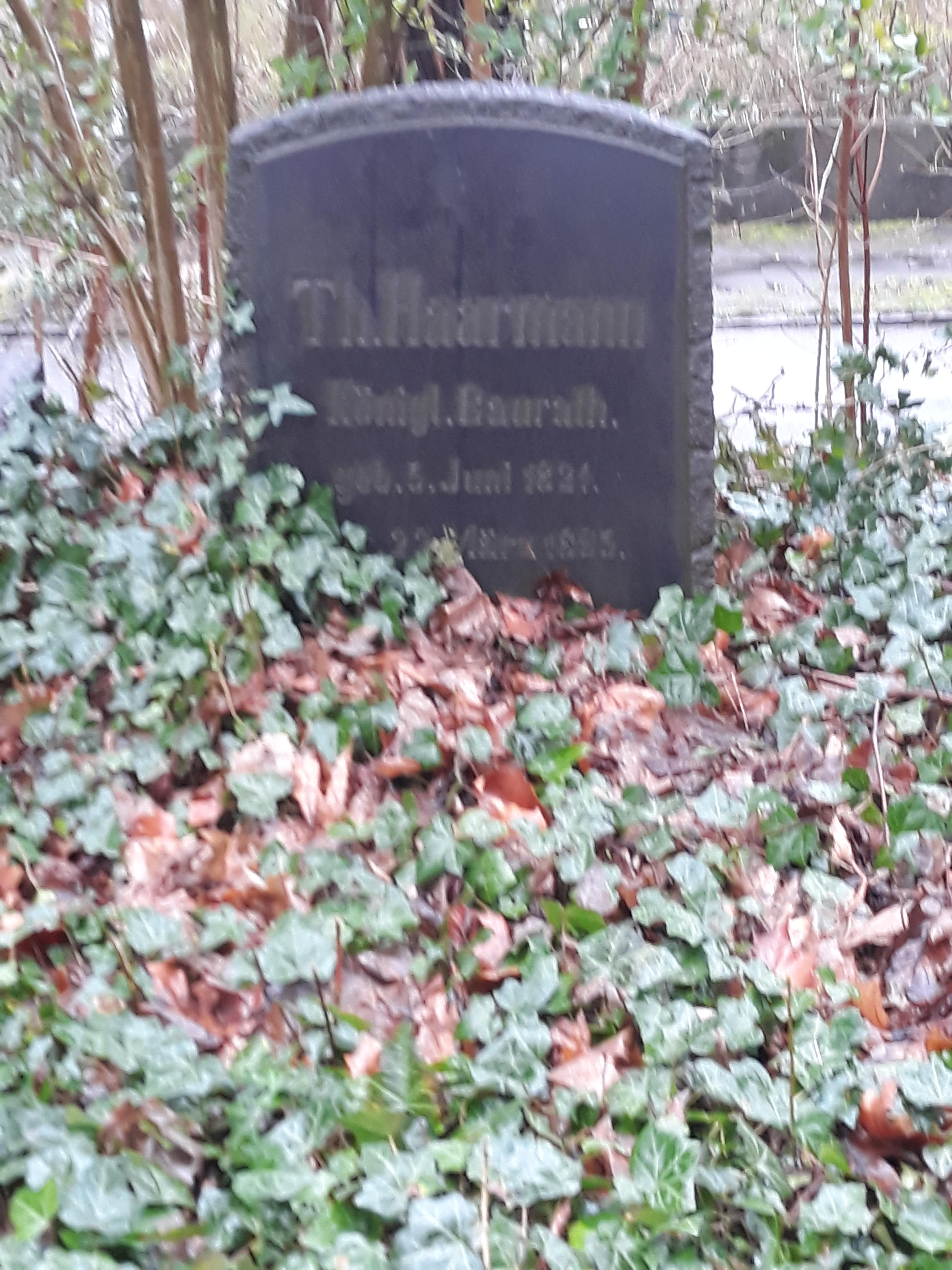
Grabstein von Theodor Haarmann auf dem Friedhof Blumenstraße in Bochum

Theodor Haarmann (* 5. Juni 1824 in Halver; † 22. März 1895) war ein deutscher Architekt und preußischer Baubeamter, der als Kreisbauinspektor in Bochum wirkte.

## Leben
Theodor Haarmann war ein Sohn des Ehepaars Wilhelm Haarmann und Caroline Haarmann geb. Woeste. Er war ab 1849 als Architekt und Baubeamter tätig. Haarmann heiratete am 4. Juli 1855 Amalie geb. Wippermann. Aus der Ehe gingen unter anderen die Töchter Amalie (*/† 1856) und Anna hervor. Haarmann war in den 1870er Jahren Mitglied im Verwaltungsrat des Bochumer Vereins. In den 1880er Jahren trug er den Titel Baurat.

## Werk
Haarmann entwarf in den 1860er Jahren die Synagoge und das benachbarte Schulhaus an der Wilhelmstraße in Bochum sowie das Haus A der Augusta-Kranken-Anstalt Bochum, Bergstraße 26. In seinen späten Jahren war er noch am Bau des von Karl Friedrich Endell entworfenen Bochumer Landgerichts an der früheren Schillerstraße beteiligt. 1889 war Haarmann mit der Erweiterung und Umgestaltung der Bleckkirche in Gelsenkirchen-Bismarck betraut, für die andere Quellen jedoch den Bochumer Baumeister Hellhammer als Urheber nennen. Dem Bau wurden ein Querschiff und eine Apsis, die den Altar aufnahm, hinzugefügt. Die Gestaltung zeigt den Stil der Neoromanik.
Von den genannten Bauten sind die Bleckkirche und (in veränderter Form) der Bau der Augusta-Krankenanstalten erhalten geblieben. Die Synagoge wurde in den 1890er Jahren erweitert und umgebaut und 1938 in der sogenannten Reichskristallnacht zerstört, die benachbarte Schule fiel 1943 den Luftangriffen des Zweiten Weltkriegs zum Opfer, das Landgerichtsgebäude wurde im Zweiten Weltkrieg schwer beschädigt, später vereinfacht wiederaufgebaut und 1974 abgerissen.